# Picea schrenkiana

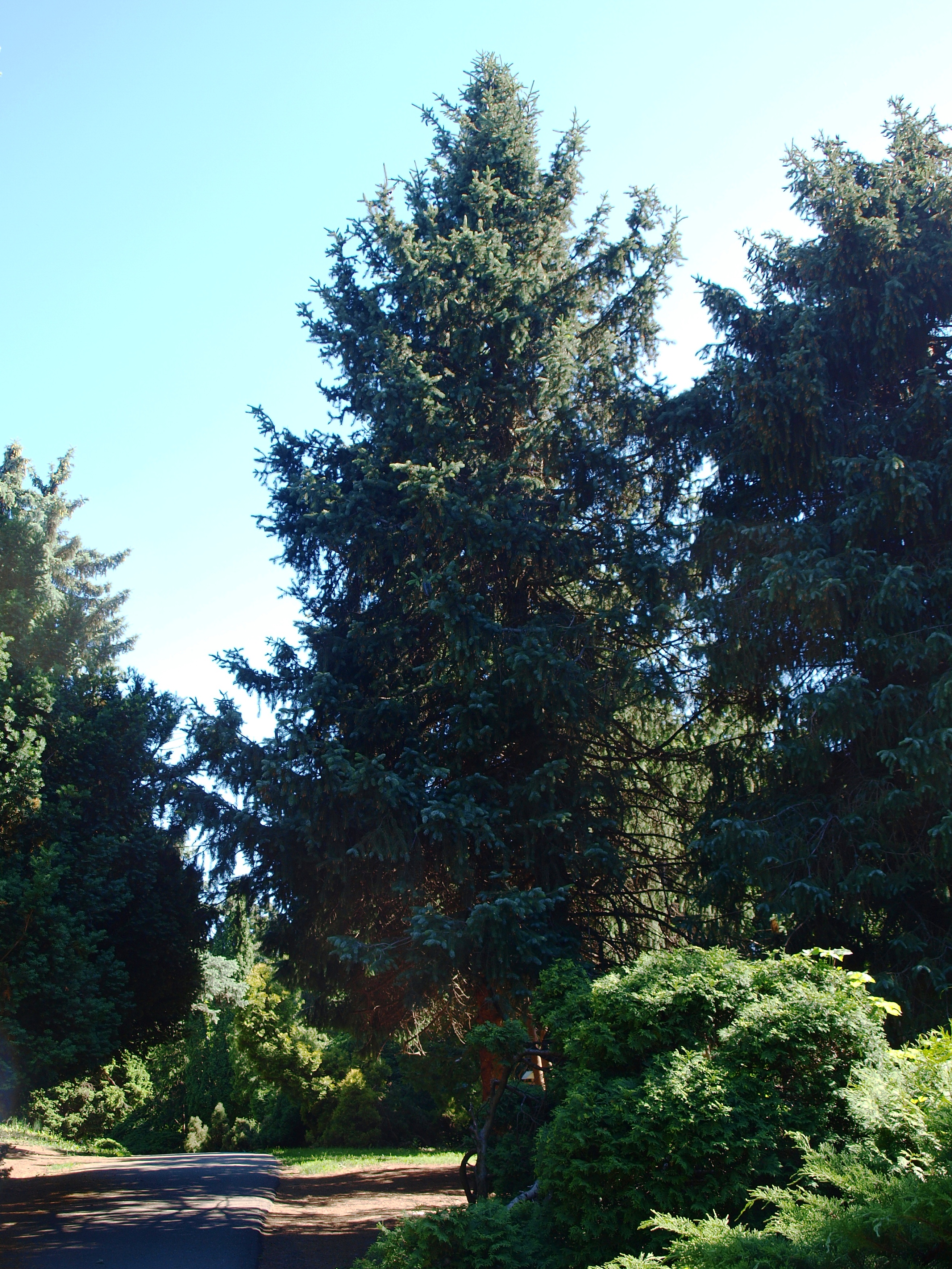
Picea schrenkiana у Національному ботанічному саду імені Миколи Гришка НАН України

Picea schrenkiana (ялина Шренка, кит.: 雪岭杉, xueling yunshan) — вид роду ялина родини соснових.
Вид названий на честь балтійського німця, натураліста Олександра фон Шренка (1816–1876).

## Поширення, екологія
Країни поширення: Китай (Синьцзян); Казахстан; Киргизстан. Високогірний і субальпійських вид Центральної Азії, що живе між 1300 і 3000(3600) м над рівнем моря, особливо на північних схилах і в прохолодних ярах. Росте на різних гірських ґрунтах, як правило, в скелястих місцях де просочується вода від танення снігів (вічних снігів на височинах). Клімат холодний, континентальний. Як правило, утворює чисті ліси, але іноді змішується з Abies sibirica, на більш низьких висотах з Ulmus і Populus уздовж струмків.
Picea schrenkiana має два підвиди:
- Picea schrenkiana subsp. schrenkiana. Зростає у східному Тянь-Шані в Казахстані та Синьцзяні. Листки 2–3,5 см завдовжки.
- Picea schrenkiana subsp. tianshanica (ялина тянь-шанська). Зростає у західному Тянь-Шані, в Киргизстані. Листки 1,5–2,5 см завдовжки.

## Опис
Це дерево до 60 м заввишки і 200 см діаметра на рівні грудей, з вузько-пірамідальною кроною. Кора темно-коричнева, густо полущена. Листки прямі або дещо вигнуті, широко ромбічні в поперечному перерізі, розміром 20–35 мм × 1,5 мм, вершини гострі. Насіннєві шишки фіолетові або зелені, після дозрівання пурпурно-коричневі, циліндричні, розміром 6–11 × 2,5–3,5 см. Насіння 3–4 мм з 12–13 мм крилами. Запилення відбувається в травні-червні, насіння дозріває у вересні-жовтні.

## Використання
Виробляє цінну деревину у великих обсягах, але експлуатація утруднена віддаленістю гір. Кілька дерев посаджені в ботанічних садах і дендраріях Європи та США.

## Загрози та охорона
Вирубка, якщо це призводить до виснаження середовища існування за відсутністю відновлення, представляє головну загрозу цьому виду. Тільки невелика частина області існування цього виду входить в захищені області.